# Пычасский район
Пычасский район — административно-территориальная единица в составе Удмуртской АССР, существовавшая в 1937—1956 годах. Центр — село Пычас.
Пычасский район был образован 1 июня 1937 года в составе Удмуртской АССР. В район вошли Александровский, Индюковский, Лудзи-Шудзинский и Маловаложикьинский сельсоветы Можгинского района; Большекибьинский, Ивановский, Писеевский и Туташевский с/с Алнашского района; Бобья-Учинский и Нижнеюринский с/с Малопургинского района.
19 октября 1948 года из части Александровского с/с был образован Пычасский с/с.
16 июня 1954 года Индюковский с/с был присоединён к Лудзи-Шудзинскому, Туташевский — к Большекибьинскому, Ивановский — к Писеевскому.
27 ноября 1956 года Пычасский район был упразднён. При этом Александровский, Лудзи-Шудзинский, Маловаложикьинский и Пычасский с/с переданы в Можгинский район; Бобья-Учинский и Нижнеюринский с/с — в Малопургинский район; Большекибьинский и Писеевский с/с — в Алнашский район.